# تشافيزية

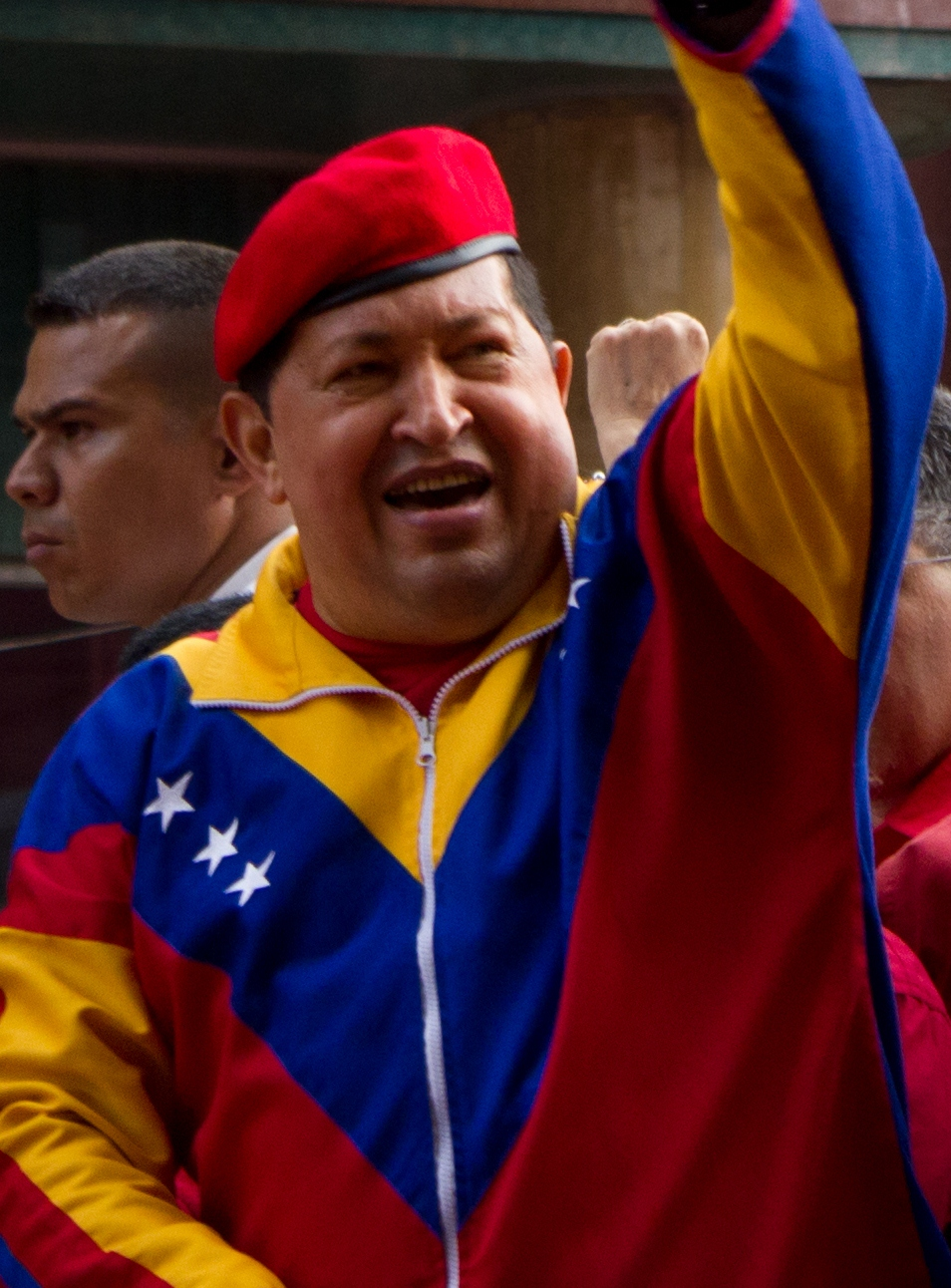
هوغو تشافيز، رئيس فنزويلا (1999–2013) في يونيو 2012

التشافيزية (تشافيسمو في بعض الأحيان) هي إيديولوجية سياسية يسارية تقوم على الأفكار والبرامج وأسلوب الحكومة المرتبط بالرئيس السابق لفنزويلا هوغو تشافيز والذي يجمع بين عناصر الاشتراكية، والشعبوية اليسارية، والوطنية، والنزعة الدولية، والبوليفارية، والنسوية، والسياسة الخضراء، والتكامل بين أمريكا اللاتينية ومنطقة البحر الكاريبي.
أشد المؤيدين لتشافيز والتشافيزية معروفون باسم «تشافيستاس».

## السياسات
عدة أحزاب سياسية في فنزويلا تدعم التشافيزية. الحزب الرئيسي، الذي أسسه تشافيز، هو الحزب الاشتراكي الموحد لفنزويلا، والذي تم تحديده عمومًا بالحروف الأربعة PSUV. الأحزاب والحركات الأخرى التي تدعم التشافيزية تشمل الوطن للجميع والحركة الثورية توباماروس.
بشكل عام، سياسات التشافيزية تشمل التأميم، وبرامج الحماية الاجتماعية ومعارضة النيوليبرالية (لا سيما سياسات صندوق النقد الدولي والبنك الدولي). ووفقًا لتشافيز، تقبل الاشتراكية الفنزويلية الملكية الخاصة، لكن هذه الاشتراكية تسعى أيضًا إلى تعزيز الملكية الاجتماعية، كالديمقراطية الاجتماعية، مع دعم الديمقراطية التشاركية والديمقراطية في مكان العمل.
في يناير 2007، اقترح تشافيز بناء الدولة المجتمعية، التي تتمثل فكرتها الأساسية في بناء مؤسسات الحكم الذاتي مثل المجالس البلدية والكميونات والمدن المجتمعية.

## الدعم

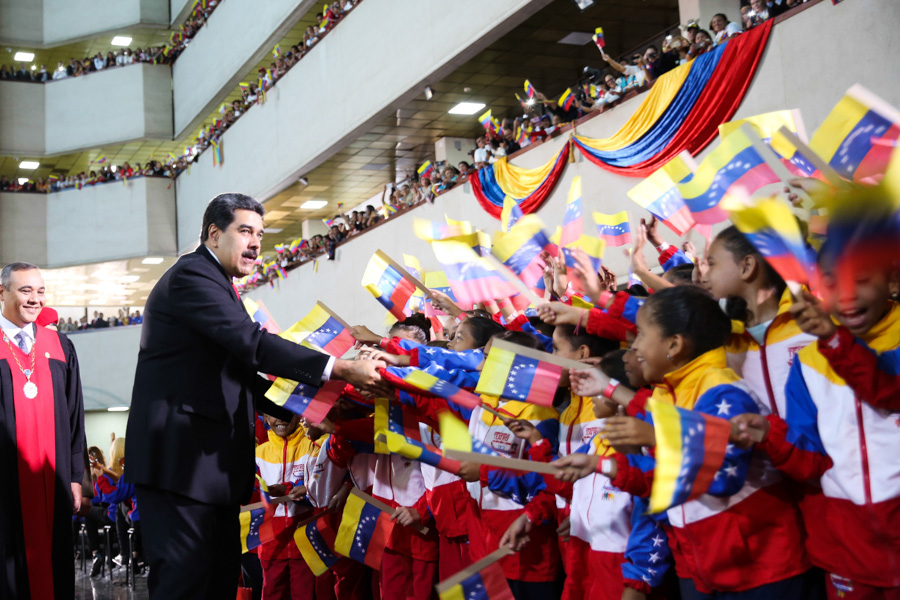
نيكولاس مادورو مع أنصاره في التنصيب الثاني لمادورو في العاشر من يناير 2019

وفقا لعالم العلوم السياسية جون ماغدالينو، فإن عدد الفنزويليين الذين عرفوا أنفسهم بأنهم تشافيستا قد انخفض منذ وفاة هوغو تشافيز وتدهور الاقتصاد خلال ولاية نيكولاس مادورو، من 44 % في أكتوبر 2012 إلى حوالي 22 % في ديسمبر 2014. في فبراير 2014، كشفت دراسة استقصائية أجرتها شركة الخدمات الاستشارية الدولية، وهي منظمة أنشأها خوان فيسينتي سكورزا، عالم اجتماع وعالم أنثروبولوجيا في الجامعة الوطنية التجريبية للقوات المسلحة، أن 62 في المائة من الفنزويليين يعتبرون أنفسهم أنصار أو أتباع مُثُل تشافيز.
في عام 2016، استاء العديد من التشافيستا من الحكومة البوليفارية وسعوا للهجرة من فنزويلا إلى دولة أكثر استقرارًا. في أبريل 2017، كشف استطلاع أجرته Hinterlaces أن 35% فقط من الفنزويليين حددوا أنفسهم كمؤيدين لكتلة التشافيستا التي يقودها الحزب الاشراكي الموحد الذي ينتمي إليه مادورو، في حين أن 36% من الفنزويليين الذين شملهم الاستطلاع لم يتعاطفوا مع أي حزب وطني.